# The Dorilton
Il Dorilton (The Dorilton) è un noto edificio residenziale di New York City, situato nell'esclusivo contesto dell'Upper West Side di Manhattan, all'angolo della Broadway con la 71ª strada.

## Storia
L'edificio fu progettato nel 1899 dallo studio di architettura Janes & Leo di Elisha Harris Janes e Richard Leopold per l'imprenditore immobiliare Hamilton M. Weed.  Completato nel 1902 per competere con l'opulento Ansonia distante appena qualche isolato lungo Broadway, divenne uno dei più prestigiosi dell'Upper West Side insieme al celebre Dakota.
Nel 1974 l'edificio è stato inserito nel registro del National Historic Landmark, mentre nel 1983 è entrato a far parte del National Register of Historic Places.

Lo storico statunitense Francis Morrone lo ha definito uno dei più significativi esempi di residenza signorile di New York.
Nel 1998 l'edificio è stato sottoposto ad un accurato restauro diretto dall'architetto Walter P. Melvin.

## Descrizione

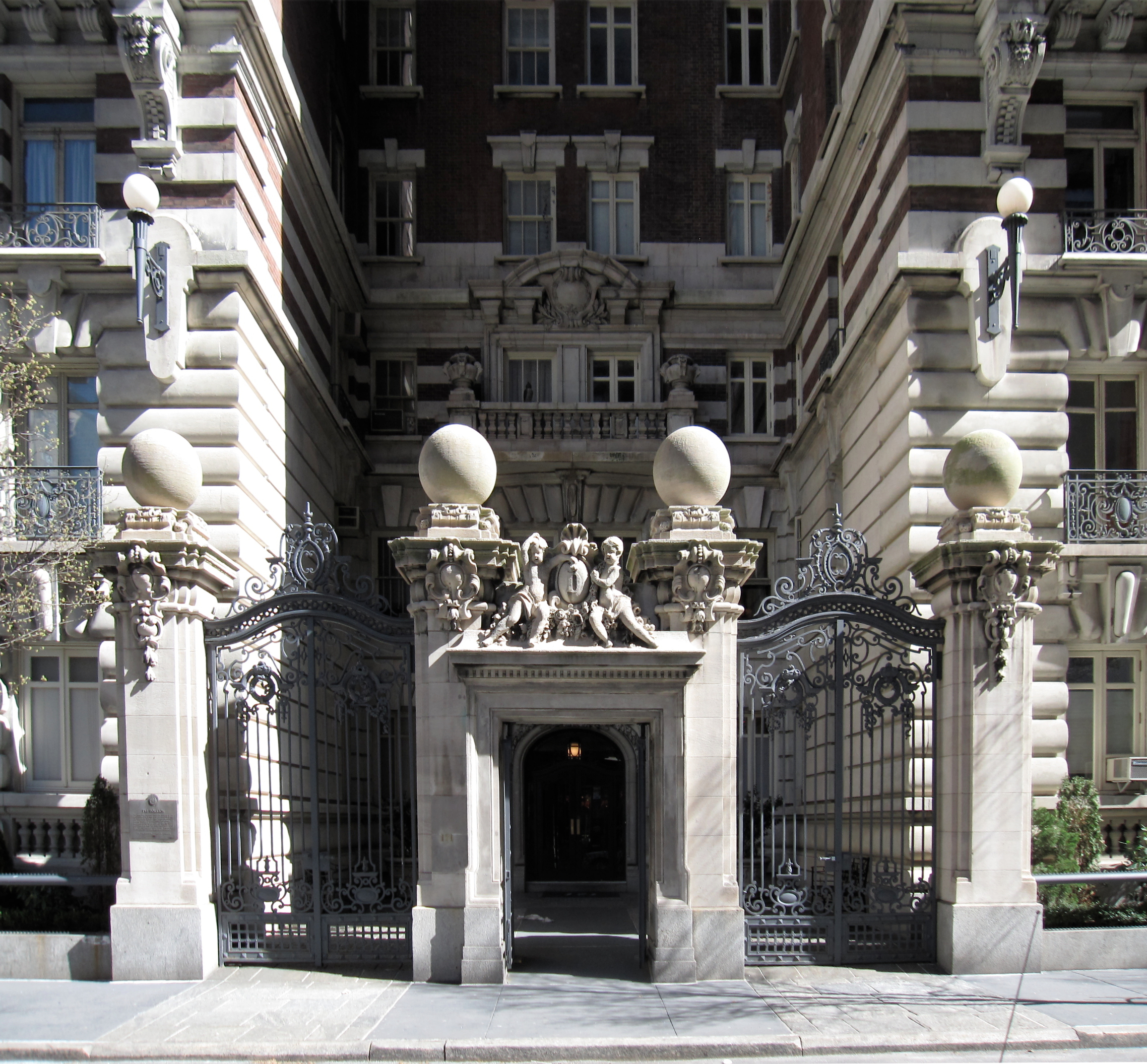
L'ingresso principale

L'edificio si distingue dal contesto architettonico circostante per il suo opulento apparato decorativo in stile Beaux Arts. Caratterizzato da una pianta a "C", l'edificio presenta dei prospetti riccamente decorati con numerose sculture, rilievi in litocemento, cornici marcapiano e balaustre alternati ad una omogenea superficie in mattoni rossi. 
Il tetto, di chiara ispirazione francese, comprende tre piani mansardati ed è punteggiato da numerosi abbaini.

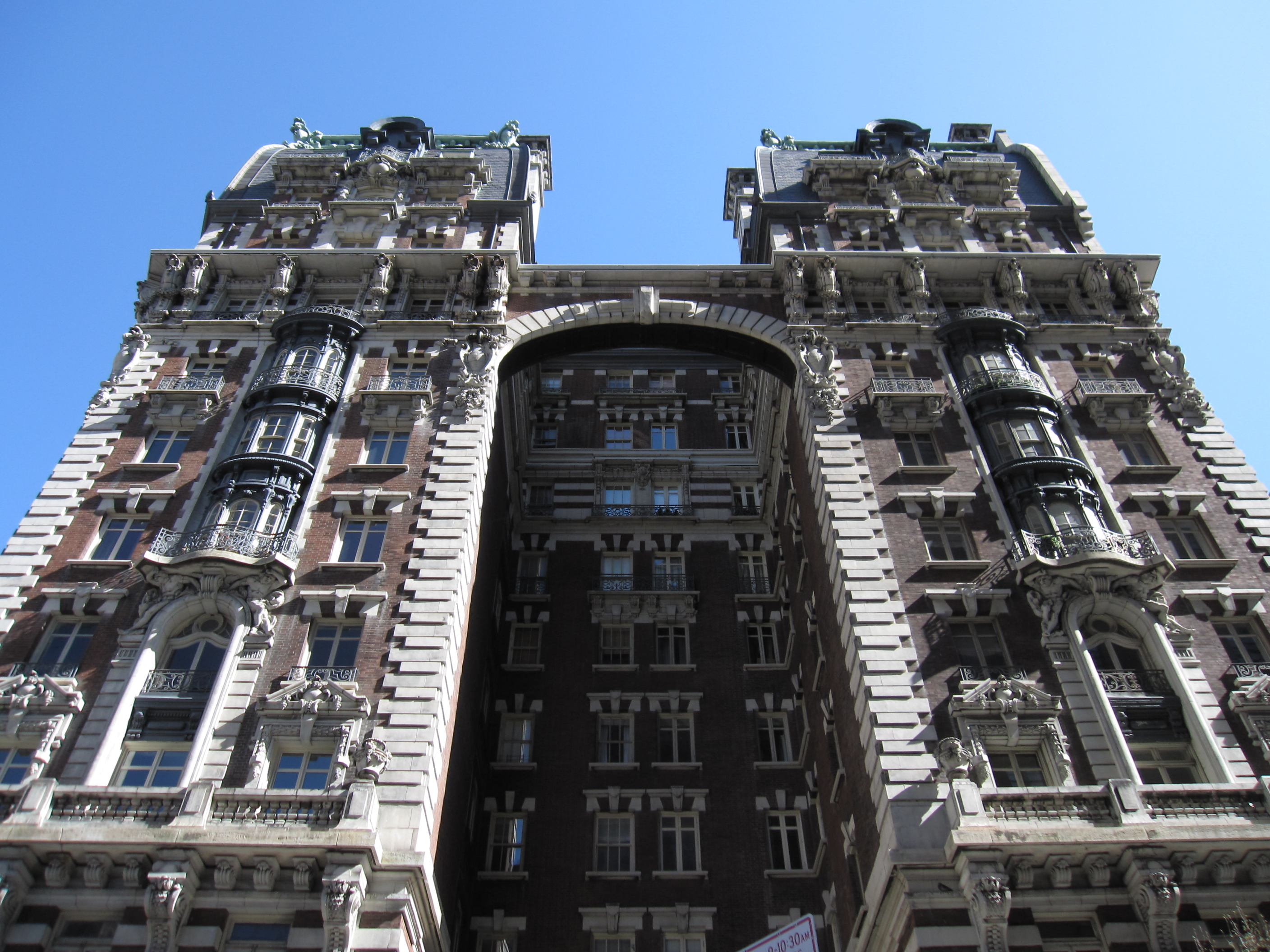
Un dettaglio della facciata sud

Il prospetto meridionale è quello più caratteristico. Affacciato sulla West 71st Street, è riconoscibile per l'ingresso principale che presenta un alto portale decorato da numerose sculture che si ispira alle residenze reali francesi.